# Liste der Stolpersteine in Berlin-Charlottenburg-Nord
Die Liste der Stolpersteine in Berlin-Charlottenburg-Nord enthält die Stolpersteine im Berliner Ortsteil Charlottenburg-Nord im Bezirk Charlottenburg-Wilmersdorf, die an das Schicksal der Menschen erinnern, die im Nationalsozialismus ermordet, deportiert, vertrieben oder in den Suizid getrieben wurden. Die Spalten der Tabelle sind selbsterklärend. Die Tabelle erfasst insgesamt 8 Stolpersteine und ist teilweise sortierbar; die Grundsortierung erfolgt alphabetisch nach dem Familiennamen.
| Bild | Name                    | Standort                                       | Datum der Verlegung | Leben |                     |
| ---- | ----------------------- | ---------------------------------------------- | ------------------- | --- | ------------------- |
|      | Charlotte Eisenblätter  | Goebelstraße 99                                | 13. Sep. 2009       | Charlotte Eisenblätter, geboren am 7. August 1907 in Berlin, war Mitglied der kommunistischen Widerstandsgruppe um Robert Uhrig, Beppo Römer und John Sieg. Am 10. Februar 1942 verhaftet, kam sie ins Konzentrationslager Ravensbrück. Sie wurde am 10. Juli 1944 wegen „Vorbereitung zum Hochverrat“ zum Tode verurteilt. Das Urteil wurde am 25. August 1944 im Strafgefängnis Berlin-Plötzensee vollstreckt. | 52.538842 13.273749 |
|      | Jenny Lepehne           | Tegeler Weg 95 (nordwestlich der Mörschbrücke) | 25. Juni 2015       | |                     |
|      | Ellen Lichtenstein      | Tegeler Weg 95 (nordwestlich der Mörschbrücke) | 22. Sep. 2016       | |                     |
|      | Erika Lichtenstein      | Tegeler Weg 95 (nordwestlich der Mörschbrücke) | 22. Sep. 2016       | |                     |
|      | Hermann Lichtenstein    | Tegeler Weg 95 (nordwestlich der Mörschbrücke) | 22. Sep. 2016       | |                     |
|      | Gretha Unger            | Tegeler Weg 95 (nordwestlich der Mörschbrücke) | 25. Juni 2015       | |                     |
|      | Heinrich Hellmuth Unger | Tegeler Weg 95 (nordwestlich der Mörschbrücke) | 25. Juni 2015       | |                     |
|      | Stefan Unger            | Tegeler Weg 95 (nordwestlich der Mörschbrücke) | 25. Juni 2015       | |                     |